# Linda Staaf
Linda Hansson Staaf, född Hansson 1976 i Östersund, är en svensk polis. Från 2023 till våren 2025 var Staaf Sveriges nationella chef för EU:s polismyndighet Europol. Efter tiden vid Europol arbetade Staaf som polismästare vid Nationella operativa avdelningen med ansvar för bland annat arbetet mot internationella och utlandsbaserade brottsaktörer.

## Biografi
Staaf, som är uppvuxen i Östersund, har avlagt ekonomie kandidatexamen på 180 poäng och juris kandidatexamen på 270 poäng vid Stockholms universitet. Hon har suttit ting i två tingsrätter innan hon 2006 började inom polisen som revisor, och blev senare ekonomichef. Staaf har inte genomgått ordinarie polisutbildning men har i anslutning till att hon anställdes 2015 på en polismästartjänst fått "polismans befogenheter" via särskilda chefsutbildningar.
Hon var från 2015 till december 2022 underrättelsechef på NOA, Nationella operativa avdelningen. I september 2022 fick hon en tjänst på justitiedepartementet för att arbeta med utveckling av arbetet mot grov organiserad brottslighet, med tillträde i januari 2023. Den 13 december 2022 meddelades att Staaf inte skulle tillträda tjänsten till följd av en förundersökning och extern utredning om möjligt jäv eller tjänstefel som inletts med anledning av beslut fattade av ställföreträdande rikspolischefen Mats Löfving. I februari 2023 uppgavs att Staaf påbörjat ett nytt uppdrag med att göra en översyn av Polismyndighetens internationella polissamarbete.

### Utredning angående möjligt jäv
I december 2022 framkom att Staaf haft en privat relation med Mats Löfving. Åklagare Bengt Åsbäck inledde en förundersökning om grovt tjänstefel hade begåtts vid tillsättningen av Staaf som underrättelsechef 2015.
Staaf genomgick under tiden oktober 2019 till juli 2020 grundutbildning i tjänstepistolen SIG Sauer. Hon blev kort efter detta tilldelad ett tjänstevapen, vilket Löfving i sin dåvarande roll som NOA-chef ansvarade för. Beslutet har ifrågasatts då Staaf först i efterhand utbildats i flera moment som ingår i den så kallade polkon-utbildningen (POLisiär KONflikthantering).
Med anledning av dessa uppgifter valde rikspolischefen Anders Thornberg att i december 2022 tillsätta en särskild utredare, Runar Viksten, med syfte att göra en undersökning av det inträffade. Utredningen redovisades i februari 2023 med slutsatser att det inte förelåg en jävsituation när Staaf 2015 tillsattes som underrättelsechef på Nationella operativa avdelningen, men att Löfving varit jävig vid flera andra beslut, bland annat när han höjde Staafs lön och tilldelade henne ett tjänstevapen. Utredaren menade att samtliga dessa beslut var korrekta och rimliga men inte borde ha fattats av Löfving.

### Författarskap
År 2018 debuterade Staaf med kriminalromanen Ulv i fårakläder. 2023 utkom hennes andra bok Allt är inte guld. Bägge böckerna är kriminalromaner som utspelar sig i Jämtland.

### Familj
Staaf har varit gift med poliskommissarie Jan Staaf och tillsammans har de två barn, det första fött 2012. I januari 2024 förlovade hon sig med dåvarande överbefälhavare Micael Bydén.